# Борха Валеро
Борха Валеро (на испански: Borja Valero) е испански футболист, полузащитник, който играе за Фиорентина.

## Кариера

### Реал Мадрид
Валеро е роден в Мадрид и започва футболната си кариера в Реал Мадрид. Той дебютира за „Б“ отбора в Сегунда Дивисион като резерва.
Валеро играе само два пъти за първия отбор, когато Фабио Капело го пуска в игра срещу Есия на 25 октомври 2006 г., заменяйки Хави Гарсия в 60 минута от мача за Копа дел Рей, той също така играе веднъж в Шампионската лига като заменя Мигел Анхел Нието при 2:2 с Динамо (Киев) в груповата фаза.

### Майорка
През август 2007 г. Валеро подписва петгодишен договор с Майорка, след освобождаването му от Реал Мадрид. Той отбелязва първите си голове в Ла лига при 7:1 над Рекреативо на 9 март 2008 г. и добавя още един месец по-късно, срещу бившия си отбор в равенство 1:1.
В средата на август 2008 г. президентът на Майорка заявява, че клубът е отхвърлил офертите на английския Уест Бромич Албиън за Валеро и Оскар Трехо, но седмица по-късно Валеро подписва с новака в Премиършип за 7 милиона евро (£ 4,7 милиона). Той подписва четиригодишен договор с опция за още една година в полза на клуба.

### Уест Бромич
Валеро прави своя дебют четири дни по-късно в мач от купата на лигата с Хартпул Юнайтед.
След като Уест Бромич изпада от шампионата след само един сезон, Валеро заявява, че възнамерява да остане в клуба: „Все още имам тригодишен договор тук и бих искал да съм верен на отбора. Но ако трябва да се справя, ще се справя с това.“ До началото на следващата кампания обаче, той размисля: „Предпочитам да играя в Майорка и да не бъда във второто ниво в Англия, което е ясно, че съм на разположение за връщане под наем, но е необходимо споразумение между клубовете.“
Само часове преди затварянето на трансферния прозорец, Борха Валеро се връща в Майорка под наем за сезон 2009/10. На 13 септември, в първия мач във второто си участие в клуба, отбелязва 1000-я гол в Ла лига при 1:1 с Виляреал. Майорка завършва петаи и се класира за Лига Европа, а Валеро печели престижната награда на „Дон Балон“ за най-добър испански играч в Ла лига.
В края на сезона Валеро се завръща в Уест Бромич, след като Майорка потвърждава, че не може да си позволи да заплати £2.5 млн., за да го задържи за постоянно.

### Виляреал
За 2010/11 г. е съобщено, че Валеро се присъединява към Виляреал с петгодишен договор, но клубовете в крайна сметка се съгласяват за наем, като в края на сезона този трансфер ще стане постоянен. Той вкарва още в своя дебют у дома, побеждавайки с 4:0 Еспаньол на 12 септември 2010 г. и играе силно през целия сезон, като клубът завършва на четвърта позиция и се класира за Шампионската лига.
На 1 юли 2011 г. Виляреал подписва с Валеро за постоянно, а сумата за правата му не е разкрита. Виляреал обаче изпада в края на сезон 2011/12 и е потвърдено, че той е сред редицата играчи, които ще напуснат.

### Фиорентина
На 1 август 2012 г. Фиорентина се договаря с Виляреал за привличането на Борха Валеро. Три дни по-късно той се присъединява към отбора от Серия А заедно със съотборника си Гонсало Родригес. След като идва, той казва, че напускането на предишния му клуб не е било лесно и че той все още не се е справил с изпадането му.
Валеро веднага се налага при виолетовите, като отбелязва 5 гола в 37 мача в първия си сезон и прави 11 асистенции, като флорентици се класират за Лига Европа. Той отбелязва първия си гол за сезон 2013/14 на 15 септември в 1:1 домакинско равенство срещу Каляри Калчо и на 2 ноември допринася за успеха с 2:0 над Милан.

### Интер
На 10 юли 2017 г. Борха Валеро е привлечен от Лучано Спалети в Интер с тригодишен договор.

## Отличия

### Отборни
Фиорентина
- Копа Италия: финалист 2013/14

### Международни
Испания до 19 г.
- Европейско първенство по футбол за юноши до 19 г.: 2004[28]

### Индивидуални
- Играч на годината на Испания: 2010[29]
- Серия А отбор на сезона: 2012/13[30]
- Лига Европа: Състав за сезон 2013/14, 2014/15[31]